# Arthur Douglas Magnay
Arthur Douglas Magnay, britanski general, * 1893, † 1964.